# Olivija
Olivija je žensko osebno ime.

## Izvor imena
Ime Olivija je izpeljano iz ženskega imena Olivera.

## Pogostost imena
Po podatkih Statističnega urada Republike Slovenije je bilo na dan 31. decembra 2007 v Sloveniji 38 oseb z imenom Olivija.